# Acheville
Acheville és un municipi francès situat al departament del Pas de Calais i a la regió dels Alts de França. L'any 2007 tenia 594 habitants.

## Demografia

### Població
El 2007 la població de fet d'Acheville era de 594 persones. Hi havia 232 famílies de les quals 58 eren unipersonals (31 homes vivint sols i 27 dones vivint soles), 62 parelles sense fills, 97 parelles amb fills i 15 famílies monoparentals amb fills.
La població ha evolucionat segons el següent gràfic:
Habitants censats

### Habitatges
El 2007 hi havia 239 habitatges, 230 eren l'habitatge principal de la família, 2 eren segones residències i 7 estaven desocupats. 202 eren cases i 35 eren apartaments. Dels 230 habitatges principals, 199 estaven ocupats pels seus propietaris, 29 estaven llogats i ocupats pels llogaters i 2 estaven cedits a títol gratuït; 5 tenien una cambra, 16 en tenien dues, 16 en tenien tres, 30 en tenien quatre i 162 en tenien cinc o més. 207 habitatges disposaven pel capbaix d'una plaça de pàrquing. A 83 habitatges hi havia un automòbil i a 128 n'hi havia dos o més.

### Piràmide de població
La piràmide de població per edats i sexe el 2009 era:
| Homes | Edats   | Dones |
| ----- | ------- | ----- |
| 4     | 95 o +  | 0     |
| 0     | 90 a 94 | 0     |
| 4     | 85 a 89 | 0     |
| 4     | 80 a 84 | 0     |
| 4     | 75 a 79 | 8     |
| 0     | 70 a 74 | 8     |
| 8     | 65 a 69 | 4     |
| 12    | 60 a 64 | 16    |
| 0     | 55 a 59 | 4     |
| 28    | 50 a 54 | 8     |
| 16    | 45 a 49 | 16    |
| 8     | 40 a 44 | 28    |
| 20    | 35 a 39 | 16    |
| 28    | 30 a 34 | 44    |
| 24    | 25 a 29 | 0     |
| 12    | 20 a 24 | 12    |
| 8     | 15 a 19 | 4     |
| 12    | 10 a 14 | 20    |
| 12    | 5 a 9   | 8     |
| 16    | 0 a 4   | 20    |

## Economia
El 2007 la població en edat de treballar era de 394 persones, 303 eren actives i 91 eren inactives. De les 303 persones actives 284 estaven ocupades (144 homes i 140 dones) i 19 estaven aturades (9 homes i 10 dones). De les 91 persones inactives 43 estaven jubilades, 27 estaven estudiant i 21 estaven classificades com a «altres inactius».

### Ingressos
El 2009 a Acheville hi havia 224 unitats fiscals que integraven 589,5 persones, la mediana anual d'ingressos fiscals per persona era de 20.671 €.

### Activitats econòmiques
Dels 12 establiments que hi havia el 2007, 1 era d'una empresa alimentària, 1 d'una empresa de fabricació d'altres productes industrials, 1 d'una empresa de construcció, 2 d'empreses de comerç i reparació d'automòbils, 1 d'una empresa d'hostatgeria i restauració, 2 d'empreses de serveis i 4 d'empreses classificades com a «altres activitats de serveis».
Dels 5 establiments de servei als particulars que hi havia el 2009, 1 era un guixaire pintor i 4 perruqueries.
L'únic establiment comercial que hi havia el 2009 era una fleca.
L'any 2000 a Acheville hi havia 5 explotacions agrícoles.

## Equipaments sanitaris i escolars
El 2009 hi havia una escola elemental integrada dins d'un grup escolar amb les comunes properes formant una escola dispersa.

## Poblacions més properes
El següent diagrama mostra les poblacions més properes.